# Tấn Tài (nghệ sĩ)
Tấn Tài (1938–2011)  là một nghệ sĩ cải lương nổi tiếng người Việt Nam. Trước năm 1975, ông được mệnh danh là Hoàng đế đĩa nhựa với mức cát-xê cao ngất ngưởng cùng với Bà hoàng băng đĩa Phượng Liên và Nữ hoàng kiếm hiệp Mỹ Châu.

## Tiểu sử
Nghệ sĩ Tấn Tài sinh tại xã Vĩnh Trạch, huyện Thoại Sơn, tỉnh An Giang. Xuất thân là một giáo viên trường Thoại Ngọc Hầu, tỉnh An Giang, trong gia đình không ai theo nghề ca hát nhưng vì mê đờn ca tài tử, ông đã từ bỏ nghề giáo viên.
Năm 1959, ông trốn theo gánh hát mặc cho người mẹ của mình  ngăn cản. Đoàn hát đầu tiên Tấn Tài theo là đoàn của ông bầu Ba Bản, một đoàn nhỏ ở An Giang. Vì có giọng hát đẹp, Tấn Tài nhanh chóng trở thành kép chánh và được các đoàn khác mời.
Năm 1961, ông bầu Thành đoàn Song Kiều ký với Tấn Tài một contrat 100.000 đồng để ông về hát cho đoàn Song Kiều. Ở đoàn Song Kiều, Tấn Tài nổi danh qua các vở: Tâm tình Mỵ Vương phi, Nắng chiều quê ngoại, Nắng lên cổ tháp.
Năm 1962, Tấn Tài về cộng tác với đoàn hát Thủ Đô của ông bầu Ba Bản, được nghệ sĩ Ba Vân tận tâm chỉ dạy, ông đã thành công khi thủ vai Điệp Nhứt Lang (vở Cát Dung Phương Tử) của soạn giả Thiếu Linh, vai diễn này giúp  ông đoạt Huy chương vàng giải Thanh Tâm năm 1963.
Năm 1964, ông đầu quân cho sân khấu Dạ Lý Hương. Tại đây, ông hát cặp với nữ nghệ sĩ Bạch Tuyết và có những vai để đời trong các vở: Cô gái Đồ Long, Anh hùng xạ điêu, Tiếng vọng Ba Đèo, Võ Tòng sát Tẩu, Sương mù trên non cao,...
Năm 1966 đến năm 1969, Tấn Tài là diễn viên chánh của đoàn Kim Chung 1 và 2.
Năm 1969, Tấn Tài cùng vợ là nghệ sĩ Như Ngọc lập gánh hát mang bảng hiệu Tân Thủ Đô - Tấn Tài.
Vào thập niên 70, ông thu âm hơn 400 đĩa: vọng cổ, tuồng cải lương cùng hàng ngàn bài tân cổ cho hãng dĩa Việt Nam. Vì vậy mà báo giới đặt cho ông cái tên Hoàng đế đĩa nhựa. Một ngày ông thu 5–6 bài, mỗi bài giá 12.000 đồng – tương đương giá một lượng vàng thời đó.
Sau năm 1975, Tấn Tài giao gánh hát lại cho tỉnh Hậu Giang, ông mở quán ca nhạc riêng cho mình, rồi đi hát cho đoàn hát Song Hậu của nhà nước. Ông nhận hát từng show khi có yêu cầu.
Ông có hai người con trai là hai danh hài Tấn Beo và Tấn Bo. Ông mất ngày 27 tháng 1 năm 2011 tại nhà riêng ở Thành phố Hồ Chí Minh vì nhiễm trùng đường ống mật, không lâu sau sinh nhật 73 tuổi và được an táng tại chùa Nghệ Sĩ.

## Sự nghiệp
Ông đã ca hơn 1.000 bài vọng cổ, 500 vở tuồng từ sàn diễn đến thị trường băng đĩa, đây là điều mơ ước của thế hệ cùng thời ông và thế hệ sau này.
Ông cũng có hàng loạt vai chính nổi bật trong các tuồng: Người phu khiêng kiệu cưới, Khi rừng mới sang thu, Bóng hồng sa mạc, Băng Tuyền nữ chúa, Manh áo quê nghèo,...

## Giải thưởng
- 1963: Giải Thanh Tâm (vai Điệp Nhứt Lang trong vở Cát Dung Phương Tử)

## Các vai diễn nổi bật

### Cải lương
Thời lượng trên 40 phút
| Tên                        | Tác giả                                      | Vai diễn          |
| -------------------------- | -------------------------------------------- | ----------------- |
| Băng Tuyền nữ chúa         | Yên Lang                                     | Đoàn Vũ Chân      |
| Bão biển                   | Yên Lang – Nguyên Thảo                       | Hoàng Mộng Thái   |
| Bóng hồng sa mạc           | Hà Trần Hoàng                                | A Li Khan         |
| Cát Dung Phương Tử         | Hoàng Linh Nam                               | Điệp Nhất Lang    |
| Chiều đông gió lạnh về     | Hà Triều – Hoa Phượng                        | Quang Sơn         |
| Chuyện tình An Lộc Sơn     | Thế Châu                                     | An Lộc Sơn        |
| Cô gái Đồ Long             | Kim Dung; Hà Triều – Hoa Phượng (chuyển thể) | Trương Vô Kỵ      |
| Cuốn theo chiều gió        | Nguyên Thảo                                  | Phùng Khắc Nguyên |
| Đợi anh mùa lá rụng        | Hà Triều – Hoa Phượng                        | Điền Trung        |
| Hẹn một mùa xuân           | Trần Hà                                      | Hoàng Điệp Phi    |
| Hỏa Sơn thần nữ            | Yên Lang                                     | Lý Bình Lang      |
| Khi rừng mới sang thu      | Quy Sắc – Loan Thảo                          | Gù                |
| Kiếp nào có yêu nhau       | Nguyên Thảo – Hạnh Trung                     | Hàn Thế Châu      |
| Lãng tử giang hồ           | Hoa Phượng                                   | Dương Phá Thiên   |
| Manh áo quê nghèo          | Yên Lang                                     | Hàn Vũ Lang       |
| Mùa thu trên Bạch Mã Sơn   | Yên Lang                                     | Trác Phùng Quân   |
| Nạn con rơi                | Trần Hà                                      | Nhân              |
| Người phu khiêng kiệu cưới | Yên Lang – Nguyên Thảo                       | Xuyên Đảo Băng Hồ |
| Nữ chúa một đêm            | Trần Hà                                      | Vũ                |
| Trinh nữ lầu xanh          | Vân An – Huyền Vân                           | Bạch Vân Sơn      |
| Yêu người điên             | Thiếu Linh                                   | Uông Hội          |

### Chặp cải lương
Thời lượng từ 20 đến 40 phút.
| Tên                      | Tác giả                                      | Vai                 |
| ------------------------ | -------------------------------------------- | ------------------- |
| Anh hùng xạ điêu         | Kim Dung; Hà Triều – Hoa Phượng (chuyển thể) | Dương Khang         |
| Chiêu Quân cống Hồ       | NSND Viễn Châu                               | Thiền vu Hô Hàn Nha |
| Dập tắt lửa lòng         | NSND Viễn Châu                               | Thành               |
| Giấc mơ tiên             | NSND Viễn Châu                               | Nguyễn Triệu        |
| Hàn Mặc Tử               | NSND Viễn Châu                               | Hàn Mặc Tử          |
| Ngọc thủy chung          | Thế Châu                                     | Vua                 |
| Người đẹp Trữ La thôn    | NSND Viễn Châu – Thể Hà Vân                  | Phạm Lãi            |
| Trường hận Dương Quý Phi | NSND Viễn Châu                               | An Lộc Sơn          |

### Chặp cải lương ngắn
Chặp cải lương ngắn là những vở tuồng có thời lượng từ 10 đến 20 phút.
| Tên                       | Tác giả        | Vai       |
| ------------------------- | -------------- | --------- |
| Con đường chính giác      | Xuyên Vân Tử   | Âu Mã Lân |
| Mộ chồng ngọn cỏ còn xanh | NSND Viễn Châu | Trang Tử  |
| Trăng lên đỉnh nui        | Loan Thảo      |           |

## Tân cổ giao duyên, vọng cổ

### Tân cổ giao duyên
| Tên                              | Tác giả                                | Tác giả                     | Hát với            |
| Tên                              | Tân nhạc                               | Cổ nhạc                     | Hát với            |
| -------------------------------- | -------------------------------------- | --------------------------- | ------------------ |
| Ai cho tôi tình yêu              | Trúc Phương                            | NSND Viễn Châu              | Đơn ca             |
| Ai lên xứ hoa đào                | Hoàng Nguyên                           | NSND Viễn Châu              | Đơn ca             |
| Biết trả lời sao                 | Duy Khánh                              | Mai Thanh Phương            | NSƯT Út Bạch Lan   |
| Trống trường thành               | Loan Thảo                              | Loan Thảo                   | NSƯT Kim Ngọc      |
| Cô nữ sinh Đồng Khánh            | Thu Hồ                                 | Yên Sơn                     | NSND Ngọc Giàu     |
| Cô nữ sinh Gia Long              | Phượng Linh (Nguyễn Văn Đông)          | Yên Sơn                     | NSND Ngọc Giàu     |
| Một chuyến bay đêm               | Song Ngọc – Hoài Linh                  | Kiên Giang                  | NSND Ngọc Giàu     |
| Tiếng hát người yêu              | Hoài Linh                              | NSND Viễn Châu              | NSND Ngọc Giàu     |
| Áo cưới màu hoa cà               | Hùng Linh                              | Loan Thảo                   | Phượng Liên        |
| Có thế thôi                      | Thông Đạt (Văn Giảng)                  | Loan Thảo                   | Phượng Liên        |
| Con đường mang tên em            | Trúc Phương                            | Loan Thảo                   | Phượng Liên        |
| Hãy quên nhau                    | Diêm An                                | Loan Thảo                   | Phượng Liên        |
| Áo trắng ngày xưa                | Song An                                | Loan Thảo                   | NSND Lệ Thủy       |
| Mất nhau rồi (Thà trắng thà đen) | Ngân Trang (Giao Tiên)                 | Loan Thảo                   | NSND Lệ Thủy       |
| Nghẹn ngào                       | Lam Phương                             | Loan Thảo                   | NSND Lệ Thủy       |
| Chiều mưa sân ga                 | Minh Chánh                             | NSND Viễn Châu              | NSƯT Mỹ Châu       |
| Lời yêu chưa ngỏ                 | Vinh Sử                                | Dạ Thảo (Loan Thảo)         | NSƯT Mỹ Châu       |
| Nhẫn cỏ cho em                   | Vinh Sử                                | Quế Anh (Loan Thảo)         | NSƯT Mỹ Châu       |
| Gái nhà nghèo                    | Cô Phượng (Vinh Sử)                    | Loan Thảo                   | NSND Thanh Kim Huệ |
| Anh đi chốn ấy                   | NSND Viễn Châu                         | NSND Viễn Châu              | Mộng Nghi          |
| Chuyện hẹn hò                    | Trần Thiện Thanh                       | Mai Thanh Phượng            | Mộng Nghi          |
| Chuyện tình bản thượng           | Y Vân                                  | NSND Viễn Châu              | Thanh Tuyền        |
| Dòng suối tương tư               | Y Vân                                  | NSND Viễn Châu – Thể Hà Vân | Thanh Tuyền        |
| Đà Lạt trăng mờ                  | NSND Viễn Châu                         | NSND Viễn Châu              | Thanh Tuyền        |
| Con đường mang tên em            | Trúc Phương                            | M.T.P                       | Phương Yến         |
| Được tin em lấy chồng            | Châu Kỳ                                | NSND Viễn Châu              | Cô Huyền           |
| Phạm Lãi biệt Tây Thi            | NSND Viễn Châu                         | NSND Viễn Châu              | Cô Huyền           |
| Đường vào tim                    | Hoài Linh                              | NSND Viễn Châu              | Trúc Loan          |
| Hoa nở về đêm                    | Mạnh Phát                              | NSND Viễn Châu              | Trang Mỹ Dung      |
| Xin em đừng hỏi                  | Trần Thiện Thanh – Nhật Bằng – Đào Duy | NSND Viễn Châu              | Trang Mỹ Dung      |

### Vọng cổ
| Tên                       | Tác giả           | Hát với          |
| ------------------------- | ----------------- | ---------------- |
| Bàng Quý Phi              | NSND Viễn Châu    | Đơn ca           |
| Bông ô môi                | NSND Viễn Châu    | Đơn ca           |
| Dạ lý hương               | NSND Viễn Châu    | Đơn ca           |
| Hận Kinh Kha              | NSND Viễn Châu    | Đơn ca           |
| Ngày giỗ cha              | NSND Viễn Châu    | Đơn ca           |
| Người yêu nay đã có chồng | NSND Viễn Châu    | Đơn ca           |
| Nửa đêm về mẹ             | Loan Thảo         | Đơn ca           |
| Tiếng độc huyền           | NSND Viễn Châu    | Đơn ca           |
| Xuân đất khách            | NSND Viễn Châu    | Đơn ca           |
| Cao Tiệm Ly tiễn Kinh Kha | NSND Viễn Châu    | Thành Được       |
| Tiếng sáo giữa trời khuya | Yên Hà – Văn Giai | NSƯT Út Bạch Lan |
| Buồng cau quê ngoại       | Thu An            | NSƯT Ngọc Hương  |
| Kiều Phong – A Châu       | Yên Trang         | NSND Ngọc Giàu   |
| Khúc nhạc từ ly           | Loan Thảo         | NSND Ngọc Giàu   |
| Tiếu ngạo giang hồ        | Yên Trang         | Bạch Tuyết       |
| Tâm sự Mộng Cầm           | NSND Viễn Châu    | Phượng Liên      |
| Bông so đũa               | Thanh Sử          | NSƯT Mỹ Châu     |